# Allium longiradiatum
Allium longiradiatum är en amaryllisväxtart som först beskrevs av Eduard August von Regel, och fick sitt nu gällande namn av Aleksei Ivanovich Vvedensky. Allium longiradiatum ingår i släktet lökar, och familjen amaryllisväxter. Inga underarter finns listade i Catalogue of Life.